# Упирі (фільм)
«Упирі» (рос. Упыри) — білоруський незалежний художній фільм у жанрі жахів. Прем'єрний показ фільму відбувся 19 листопада 2019 року.

## Сюжет
Поліна і Маша разом із французом Габріелем і китайцем Сяном, які приїхали до них, їдуть відпочивати в лісову глибинку на красиве озеро. Озеру оповите давніми легендами, а місцеві досі практикують ритуальне спалювання потопельників на багатті. Якщо не зробити цього до заходу сонця, ожилі трупи упирів стануть нападати на живих, тягнучи їх на зловісне дно. Головні герої дізнаються про обряд, увінчаний знаком зловісного духа риби, із запізненням. У містичні події також поза своєю волею втручаються місцеві контрабандисти.

## Акторський склад
| Актор               | Роль     |
| ------------------- | -------- |
| Анастасія Васільєва |          |
| Анастасія Філіппова |          |
| Габріель Пікк       |          |
| Кенто Сато          |          |
| Вадим Галигін       | Діма     |
| Тамара Муженко      |          |
| Олександр Старченко |          |
| Андрій Карако       | професор |
| Дмитро Глазачев     |          |
| Євген Хвесюк        |          |